# Социјални рад
Социјални рад се, од свог настанка до данас, дефинише на различите начине. Прве дефиниције наглашавале су да социјални рад укључује милосрђе, помоћ сиромашнима и човекољубље. Одсек за социјални рад ОУН, 1960. године, дефинише социјални рад као професију чији је задатак пружање помоћи у циљу бољег прилагођавања појединаца и друштвене средине, односно професију у служби развоја личности, група и заједнице. Већа професионализација струке довела је до дефиниције Интернационалног удружења социјалних радника која истиче да је то организована и на научним принципима заснована професија у циљу помоћи појединцима, групама и заједницама да поново успоставе своје изгубљене могућности за социјално функционисање и стварање повољних услова за остваривање постављених циљева. Према дефиницији Међународне федерације социјалних радника (IFSW), професија социјалног рада промовише социјалне промене, решавање проблема кроз међуљудске односе и оснаживање и ослобођење људи како би се побољшала њихова добробит. Користећи теорије људског понашања и социјалних система, социјални рад интервенише на тачкама на којима су људи у интеракцији са својим окружењем. Принципи људских права и социјалне правде су фундаментални за социјални рад.
Социјални рад је академска дисциплина и професија заснована на пракси која се бави појединцима, породицама, групама, заједницама и друштвом у целини у настојању да задовољи основне потребе и побољша друштвено функционисање, самоопредељење, колективну одговорност, оптимално здравље и опште благостање. Социјално функционисање се дефинише као способност појединца да обавља своје друштвене улоге унутар себе самог, свог непосредног друштвеног окружења и друштва у целини. Социјални рад примењује области, као што су социологија, психологија, људска биологија, политичке науке, здравство, развој заједнице, право и економија, за рад са појединцима током целог живота, ангажовање у системима клијената, спровођење процена и развој интервенција за решавање друштвених проблема, личних проблема, и спровођења друштвених промена. Пракса социјалног рада често се дели на микро-рад, који укључује рад директно са појединцима или малим групама; и макро-рад, који укључује рад са заједницама и подстицање промена у већој мери кроз социјалну политику. Почевши од 1980-их, неколико универзитета је започело програме менаџмента социјалног рада, како би се припремили студенти за управљање службама за пружање друштвених и људских услуга, поред класичног образовања о социјалном раду.
Професија социјалног рада развила се у 19. веку, са неким коренима у добровољној филантропији и у локалном организовању. Међутим, одговори на друштвене потребе постојали су дуго пре тога, првенствено од сране јавних убожница, приватних добротворних и верских организација. Ефекти индустријске револуције и Велике депресије 1930-их извршили су притисак на социјални рад да постане дефинисанија дисциплина.

## Дефиниција
Социјални рад је широка професија која се укршта са неколико дисциплина. Организације социјалног рада нуде следеће дефиниције: 
„Социјални рад је професија заснована на пракси и академска дисциплина која промовише друштвене промене и развој, друштвену кохезију, и оснаживање и ослобађање људи. Принципи социјалне правде, људска права, колективна одговорност и поштовање различитости су кључни за социјални рад. Подржан теоријама социјалног рада, друштвеним наукама, хуманистичким наукама и аутохтоним знањем, социјални рад ангажује људе и структуре да се баве животним изазовима и побољшају благостање." - Међународна федерација социјалних радника 
„Социјални рад је занимање које помаже појединцима, породицама, групама и заједницама да побољшају своју индивидуалну и колективну добробит. Циљ му је помоћ људима да развију своје вештине и способност да користе своје ресурсе и ресурсе заједнице за решавање проблема. Социјални рад се бави индивидуалним и личним проблемима, али и ширим друштвеним питањима као што су сиромаштво, незапосленост и насиље у породици.” - Канадско удружење социјалних радника 
Пракса социјалног рада састоји се од професионалне примене друштвених принципа и техника на један или више следећих циљева: помагање људима у добијању опипљивих услуга; саветовање и психотерапија са појединцима, породицама и групама; помагање заједницама или групама у пружању или побољшању социјалних и здравствених услуга и учешће у законодавним процесима. Пракса социјалног рада захтева познавање људског развоја и понашања; друштвених и економских и културних институција; и интеракцију свих ових фактора." – Национално удружење социјалних радника 
„Социјални радници раде са појединцима и породицама како би помогли у побољшању исхода у њиховим животима. Ово може помоћи заштити рањивих људи од повреда или злостављања или подржати људе да живе самостално. Социјални радници подржавају људе, делују као заступници и усмеравају их на услуге које социјални радници често врше у мултидисциплинарним тимовима заједно са здравственим и образовним стручњацима.” –Британско удружење социјалних радника

## Подручја социјалног рада
Различити облици праксе социјалног рада разврстани су у подручја, пре свега према примени методских комплекса (социјални рад са појединцем, групом или заједницом), као и према категорији корисника (рад са децом, старима, особама са посебним потребама, делинквентима, зависницама, старима и сл.). Подручја социјалног рада одређују специфичност примене метода, техника и вештина социјалног рада на одређену категорију клијената.

## Социјалне услуге
Социјалне услуге обухватају мрежу институција, организација и служби формираних ради промоције здравља и добробити грађана. Услуге могу бити разнолике и укључују помагање људима да постану независни до степена до којег је то могуће, правну помоћ, брачно саветовање, групе грађана за подршку, заступање, остваривање финансијске помоћи, надзор над децом, повезивање клијената са ресурсима, саветовање и друго.

## Администрација у социјалном раду
Администрација у социјалном раду се односи на социјалне агенције које треба да спроведу социјалну политику у облику социјалних услуга. Синоним је за имплементацију административних метода, професионалних вредности и етике. Очекује се да ће ови методи омогућити социјалним радницима да обезбеде ефективне и хумане услуге клијентима.